# Velké Pavlovice

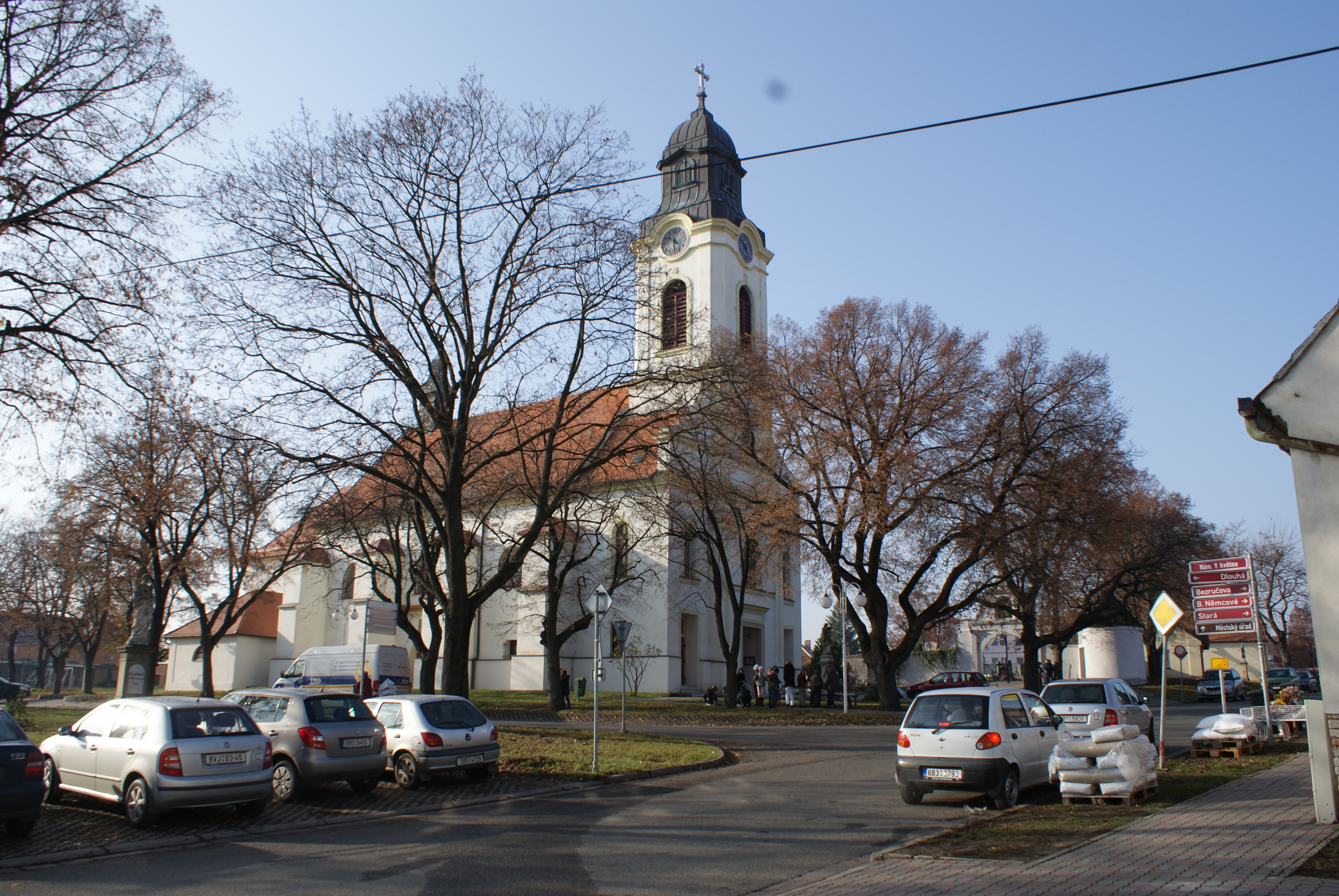
Kirche Mariä Himmelfahrt

Velké Pavlovice (deutsch Groß Pawlowitz, auch Groß Paulowitz) ist eine Stadt in Tschechien. Sie liegt sieben Kilometer südöstlich von Hustopeče und gehört zum Okres Břeclav.

## Geographie
Die südmährische Weinstadt befindet sich rechtsseitig der Trkmanka am Übergang des Steinitzer Waldes ins Wiener Becken. Nordwestlich der Stadt erhebt sich der Hügel Pavlovická stará hora (234 m). An der westlichen Peripherie führt die Autobahn D 2/E 65 von Brno nach Břeclav vorbei. Entlang der Trkmanka führt die Bahnstrecke Zaječí–Hodonín.
Nachbarorte sind Němčičky, Bořetice im Nordosten, Čejkovice im Osten, Trkmanice und Velké Bílovice im Südosten, Rakvice und Přítluky im Süden, Zaječí im Südwesten, Šakvice und Starovičky im Westen sowie Hustopeče im Nordwesten.

## Geschichte
Die erste urkundliche Erwähnung von Paulowiz erfolgte 1252, als Boček von Jaroslavice und Zbraslav dem von ihm gegründeten Zisterzienserkloster Žďár einen Teil des Weinzehnts überließ. Nach dem Erlöschen von Bočeks Stammlinie mit dessen Enkel Smil von Obřany 1312 fiel dessen Besitz um 1315 an Heinrich I. von Leipa. Ihm folgte sein Sohn Pertold von Leipa. Nach Pertolds Tode wurde 1347 Heinrich III. von Leipa Besitzer von Pavlovice. Dieser verkaufte die Güter 1368 an Johann von Krawarn.
1512 schenkte Wilhelm II. von Pernstein die Herrschaft Hodonín und das Gut Pavlovice seinem Schwiegersohn Heinrich von Leipa. Seit dieser Zeit war Pavlovice bis 1848 zu Hodonín zugehörig. Unter den evangelischen Herren von Leipa ließen sich Böhmische Brüder und kurzzeitig auch Täufer im Ort nieder. 1592 wurde die Pfarrkirche St. Katharina errichtet. Sie wurde 1623 während des Dreißigjährigen Krieges zerstört und 1670–1680 durch die heutige Kirche Mariä Himmelfahrt ersetzt.
Nach dem Dreißigjährigen Krieg erwarb Friedrich von Oppersdorff den Besitz. 1649 kaufte Johann von Rottal Pavlovice. 1676 erfolgte die Vereinigung des Gutes mit umliegenden zum Gut Groß Pawlowitz. 1762 wurde das Haus Habsburg Besitzer von Pawlowitz.
Nach der Aufhebung der Patrimonialherrschaften bildete Pavlovice/Pawlowitz eine Gemeinde im Bezirk Auspitz.
Am 18. Juli 1866 logierte im Schloss Friedrich Karl Nikolaus von Preußen mit dem Generalstab der I. Preußischen Armee. 1891 erhob Kaiser Franz Joseph I. Pawlowitz zur Minderstadt. Seit dieser Zeit trug der Ort den Namen Velké Pavlovice/Groß Pawlowitz. Mit der Aufnahme des Verkehrs der Lokalbahn Saitz–Czeicz–Göding erhielt Groß Pawlowitz 1897 einen Bahnanschluss. Im Jahre 1900 hatte der Ort 2566 Einwohner.
1921 wurden die Güter der Habsburger verstaatlicht. Nach dem Münchner Abkommen wurde 1938 der Bezirk Auspitz aufgelöst. Velké Pavlovice wurde dem Bezirk Göding und den Gerichtsbezirk Klobouk zugeordnet. Nach dem Zweiten Weltkrieg entstand der Okres Hustopeče wieder und bestand bis zur Gebietsreform von 1960; zum 1. Jänner 1961 kam die Gemeinde zum Okres Břeclav.
1961 züchtete Jaroslav Horák in Velké Pavlovice die neue Rebsorte André. Seit 1967 ist Velké Pavlovice eine Stadt.
Neben dem Weinbau ist die Stadt auch für ihre Aprikosenplantagen bekannt.

## Gemeindegliederung
Für die Stadt Velké Pavlovice sind keine Ortsteile ausgewiesen.

## Sehenswürdigkeiten
- barocke Kirche Mariä Himmelfahrt, erbaut 1670 bis 1680. 1885 wurde der 35 m hohe Kirchturm angebaut
- Statue des hl. Johannes von Nepomuk, aus dem Jahre 1786. Die ursprünglich an der Trkmanka beim Schloss gestandene Figur wurde 1947 an die Kirche versetzt
- Statuengruppe Pieta von 1762, an der Kirche
- barockes Schloss Velké Pavlovice, die frühere Feste der Herren Žampach von Potštejn wurde nach 1762 durch die Habsburger zum Schloss umgebaut. Es ist heute Sitz der Moravská Agra a.s.
- fünfgeschossiger Kornspeicher, der 1770 bis 1780 erbaute Kontributionsspeicher diente der Aufbewahrung der Getreidevorräte der Herrschaft. 1993 brannte das Bauwerk aus. Nach erfolgter Erneuerung des abgestürzten Daches soll der Speicher künftig als Zentrum des Mährischen Weinanbaus genutzt werden.

## Söhne und Töchter der Stadt
- Josef Blažek (1871–1940), Schriftsteller, Pseudonym Josef Pavlovický
- Rudolf Kassner (1873–1959), österreichischer Schriftsteller
- Josef Hádlík (1906–1974), Psychiater und Rektor der Palacký-Universität Olomouc
- Wolfgang Doberauer (1921–2013), Wirtschaftsjurist